# Emimonto

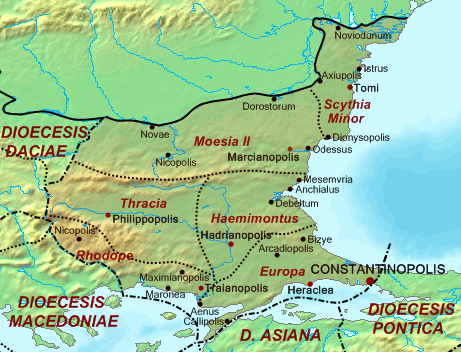
Mappa della diocesi di Tracia dopo la riorganizzazione di Diocleziano.

L'Emimonto (in latino: Haemimontus) era una provincia romana, facente parte della diocesi di Tracia e della Prefettura del pretorio d'Oriente. Il nome, di origine tracia, originariamente indicava i monti Balcani.

## Descrizione
Nel 268 d.C. l'imperatore Claudio il Gotico assegnò ad Aureliano, il futuro imperatore, il comando della guerra contro i Goti che imperversavano nell'Emimonto. Con l'inizio del 270, vide la fine della guerra gotica. Infatti i Goti superstiti, che erano confluiti nella regione dell'Haemimontus, furono decimati da fame e pestilenza, senza che Claudio decidesse di intervenire per dar loro il colpo di grazia.
La provincia fu istituita nel 294 d.C. dall'imperatore Diocleziano, governata da un praeses, aveva per capitale Adrianopoli (l'attuale Edirne).
Nel VII secolo la provincia fu sostituita dalla circoscrizione di Thrake, uno dei themata dell'impero bizantino, e sopravvisse solo come metropoli della chiesa ortodossa.

## Territorio
Altre importanti città della provincia, che corrisponde all'attuale sud-est della Bulgaria, erano Anchialos, Develtum, Aquae Calidae, Mesembria e Augusta Traiana.
Lungo la linea costiera della provincia, che si apriva sul mar Nero, passava la Via Pontica. Un'altra importante via di comunicazione era la cosiddetta Via Militaris.